# Shannara (jeu vidéo)
Shannara est un jeu vidéo d'aventure développé et édité par Legend Entertainment, sorti en 1995 sur DOS et Windows.
Il est adapté de la saga littéraire du même nom de Terry Brooks.

## Accueil
- PC Gamer US : 72%[1]